# Elle était… Oh ! (album)
Albums de Joe Dassin
Joe Dassin (La Fleur aux dents)
(1970) Joe
(1972)
Singles
1. Elle était... Oh ! / La Mal-Aimée du courrier du cœur
Sortie : 1972
2. Bye Bye Louis / La Ligne de vie
Sortie : 1972

L'album Joe Dassin sorti en 1971 est le 5e album studio français du chanteur Joe Dassin. Il est communément appelé Elle était… Oh !.

## Liste des chansons de l'album
| 1. | La Ligne de vie                  | Claude Lemesle, Joe Dassin, Richelle Dassin                                | 3:10 |
| 2. | La Mal-Aimée du courrier du cœur | Claude Lemesle, Eric Wolfson, Richelle Dassin                              | 2:45 |
| 3. | Bye Bye Louis                    | Joe Dassin, Richelle Dassin                                                | 3:28 |
| 4. | Allez roulez !                   | Joe Dassin] Pierre Delanoë                                                 | 3:05 |
| 5. | Sylvie                           | Claude Lemesle, Joe Dassin, Richelle Dassin                                | 3:05 |
| 6. | Les Joies de la cuisine          | Charles Dilenis, Claude Lemesle, Furry Lewis, Terry Garthwaite, Toni Brown | 2:50 |

| 7.  | Elle était... Oh !     | Joe Dassin, Pierre Delanoë                  | 4:10 |
| 8.  | Le Chanteur des rues   | Claude Lemesle, Joe Dassin, Richelle Dassin | 2:35 |
| 9.  | À la santé d'hier      | Joe Dassin, Pierre Delanoë                  | 3:05 |
| 10. | Pauvre Pierrot         | Joe Dassin, Pierre Delanoë                  | 2:40 |
| 11. | Si tu peux lire en moi | Gordon Lightfoot, Pierre Delanoë            | 3:08 |
| 12. | Le général a dit       | Alice Dona, Claude Lemesle, Michel Mallory  | 3:08 |